# 李清楠
李清楠（1921年1月1日—2008年1月20日），台灣省彰化縣人，柔道八段，合氣道八段。他將合氣道引進台灣並加以推廣。也是合氣太乙拳的創始者。曾任中華民國合氣道協會理事長、財團法人中華合氣道總部道館董事長、亞洲合氣道總會會長、國際合氣道聯盟總會副會長、中華民國合氣道協會永久會長。

## 生平
民國62年（1973年）在臺北市成立「中華民國合氣道協會」。民國80年〈1991年〉另外自行成立「中華民國合氣道推廣訓練協進會」。民國85年〈1996年〉，他發表了「合氣太乙拳」，又名「合氣道球轉入身轉換術」。民國97年（2008年）1月20日上午十時過世。享壽八十八歲。

## 外部連結
- 中華民國合氣道協會 （页面存档备份，存于）
- 中華民國合氣道推廣訓練協進會 （页面存档备份，存于）
- . 高雄市體育會合氣道委員會.   [2023-12-03]. （原始内容存档于2023-12-03）.
- 李清楠. . Google圖書.   [2023-12-03].
- 李清楠. . Google圖書.   [2023-12-03].